# Гверчіно
Гверчіно, тобто Джованні Франческо Барб'єрі (8 лютого 1591, Ченто, Емілія — 22 грудня 1666, Болонья) — італійський художник доби бароко. Малював картини на історичні, біблійні сюжети,алегорії, фрески, інколи портрети і пейзажі. Один із найкращих живописців доби бароко. Створив декілька офортів.

## Біографія

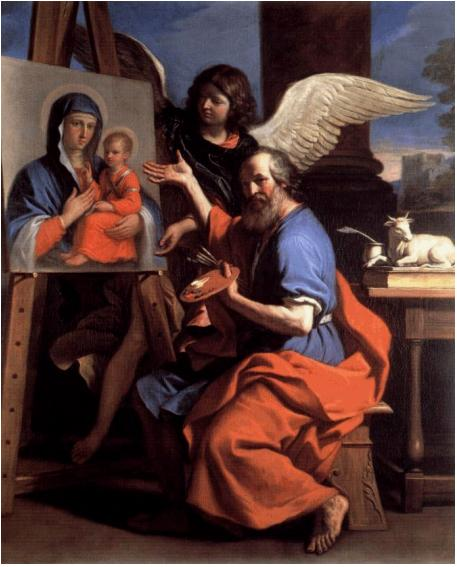
Євангеліст Лука малює Мадонну, Канзас Сіті, США.

Джованні народився в невеличкому містечку Ченто, що розташоване між містами Болонья і Феррара. В 17 років став учнем маловідомого художника Бенедетто Дженнарі в Болоньї, навчання продовжив у Лодовіко Каррачі.
Найбільший вплив на свідомість і художню манеру Джованні Франческо мали твори не майстрів академізму Болоньї, а їх супротивника, геніального Караваджо. Від Караваджо йдуть різка світлотінь Гверчіно і колористичні пошуки, що вигідно відрізняли його твори серед продукції болонських майстрів. Саме на Гверчіно звертав увагу інший майстер з Болоньї — неврівноважений за манерою, але сміливий художник Креспі (1664—1747).
За рекомендацією маркіза Енцо Бентівольо талановитий Гверчіно перебрався в Рим, де працював у 1621–1623 рр. по замовам папи римського Григорія XV. Римський період творчості відзначився цікавими сюжетами і спробами різних художніх технік. Саме тут Гверчіно створив фрески вілли Людовізі. Створив він фрески і в кафедральному соборі містечка Пьяченца у 1626 р.
Серед замовників Гверчіно багата родина Корсіні(картина «Побиття Христа біля колони»,1657), ченці ордену Св. Франциска («Євангеліст Лука малює Мадонну», 1655,тепер Канзас Сіті, США).
З роками втрачав різноманітність пошуків і схилився до академічних норм і вимог. З 1642 року очолив Болонську академію.
Довго працював в рідному Ченто і в Болоньї. Помер у 1666 р.

## Малюнки Гверчіно

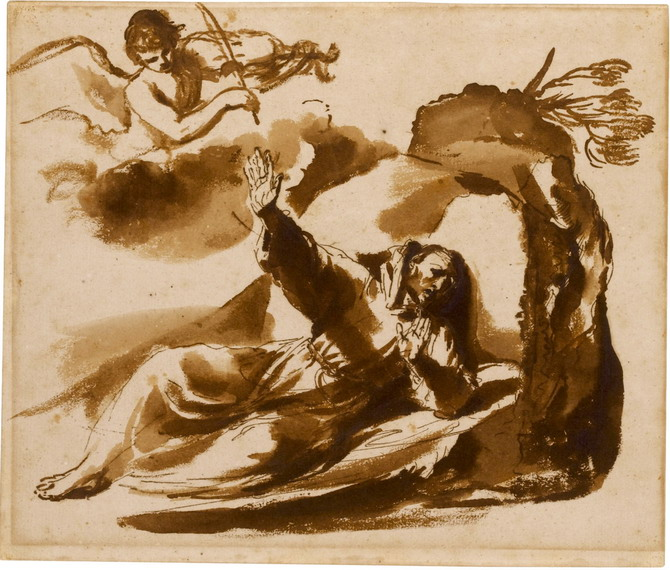
Гверчіно. «Видіння Франциска Ассізького і янгельська музика», бл. 1640 р.

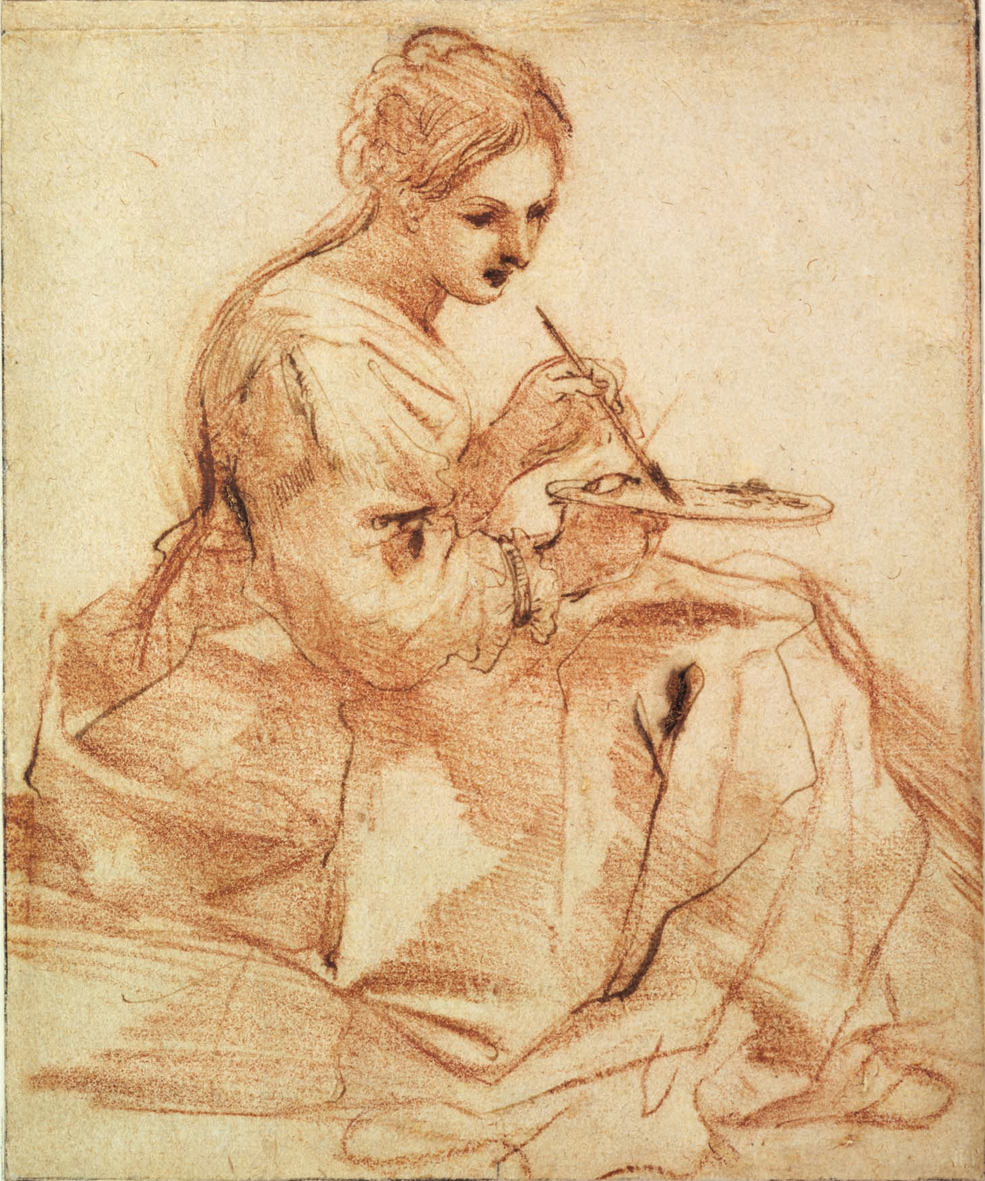
Гверчіно. «Жінка художниця»
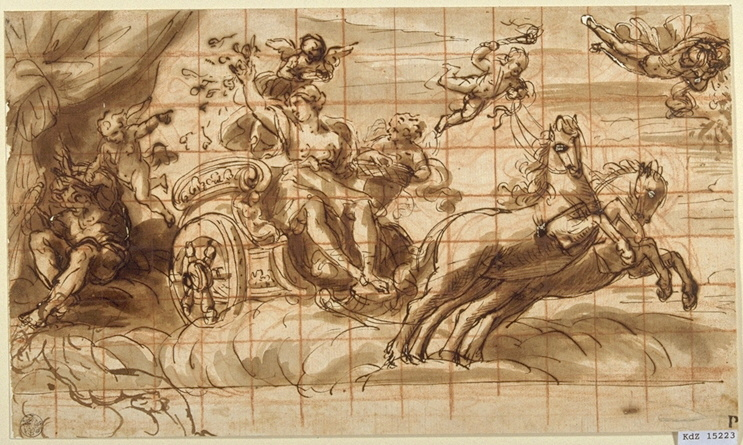
Гверчіно. Малюнок до фрески «Аврора»
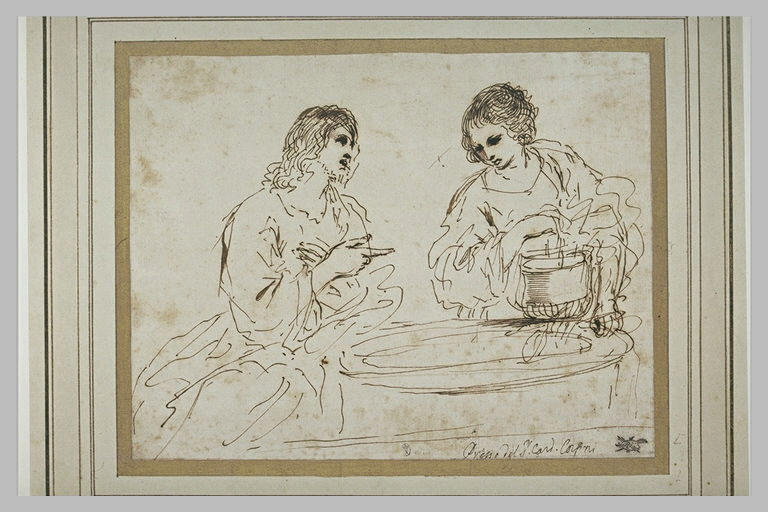
Гверчіно. «Христос і самаритянка»

## Портрети

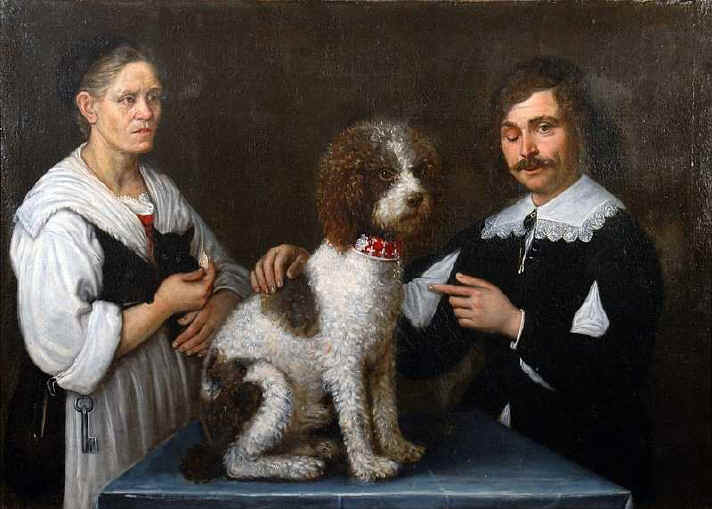
Автопортрет Гверчіно з сестрою Лючією та улюбленим песиком. Приватна збірка, Рим.

В творчому доробку майстра небагато портретів. Дивує жива і безпосередня замальовка якогось торговця, зроблена швидко і вдало(тепер збірка в місті Вашингтон). Сміливістю і відсутністю ідеалізації віє й від автопортрета з сестрою та улюбленим песиком. Заклопотана жінка заглиблена в свої думки і навіть котик на руці і витівки брата не відволікають її. Центральне місце в картині відведено не сестрі, не йому улюбленому, а собаці. Гверчіно мав фізичну ваду. Але і це не зашкодило показати себе таким, яким він був. Серед портретів 17 століття цей один з найправдивіших.

## Алегорії

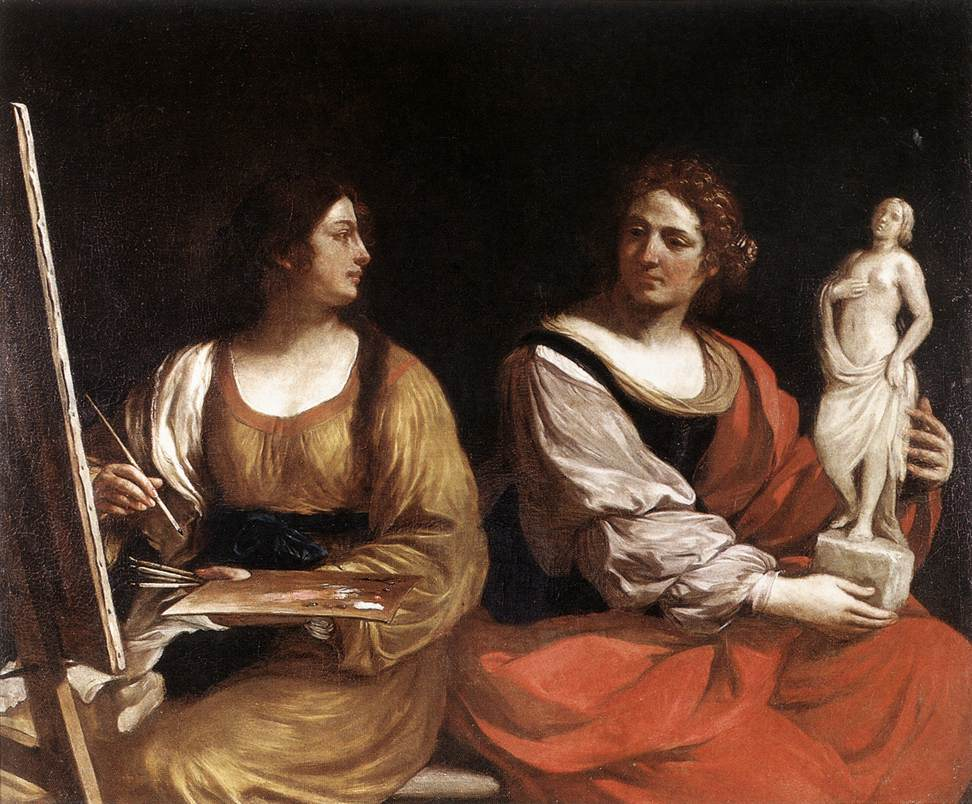
Алегорія живопису і скульптури, Рим, Національна галерея стародавнього мистецтва.
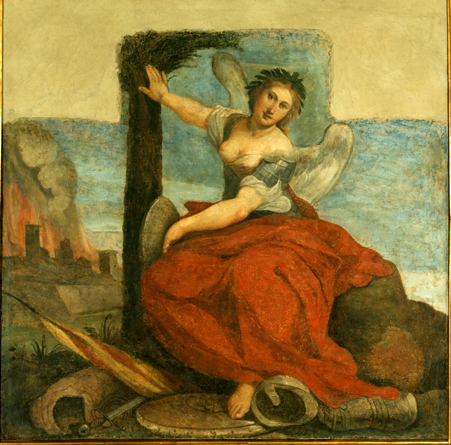
Алегорія Перемоги, Фреска. Ченто, пінакотека міста.
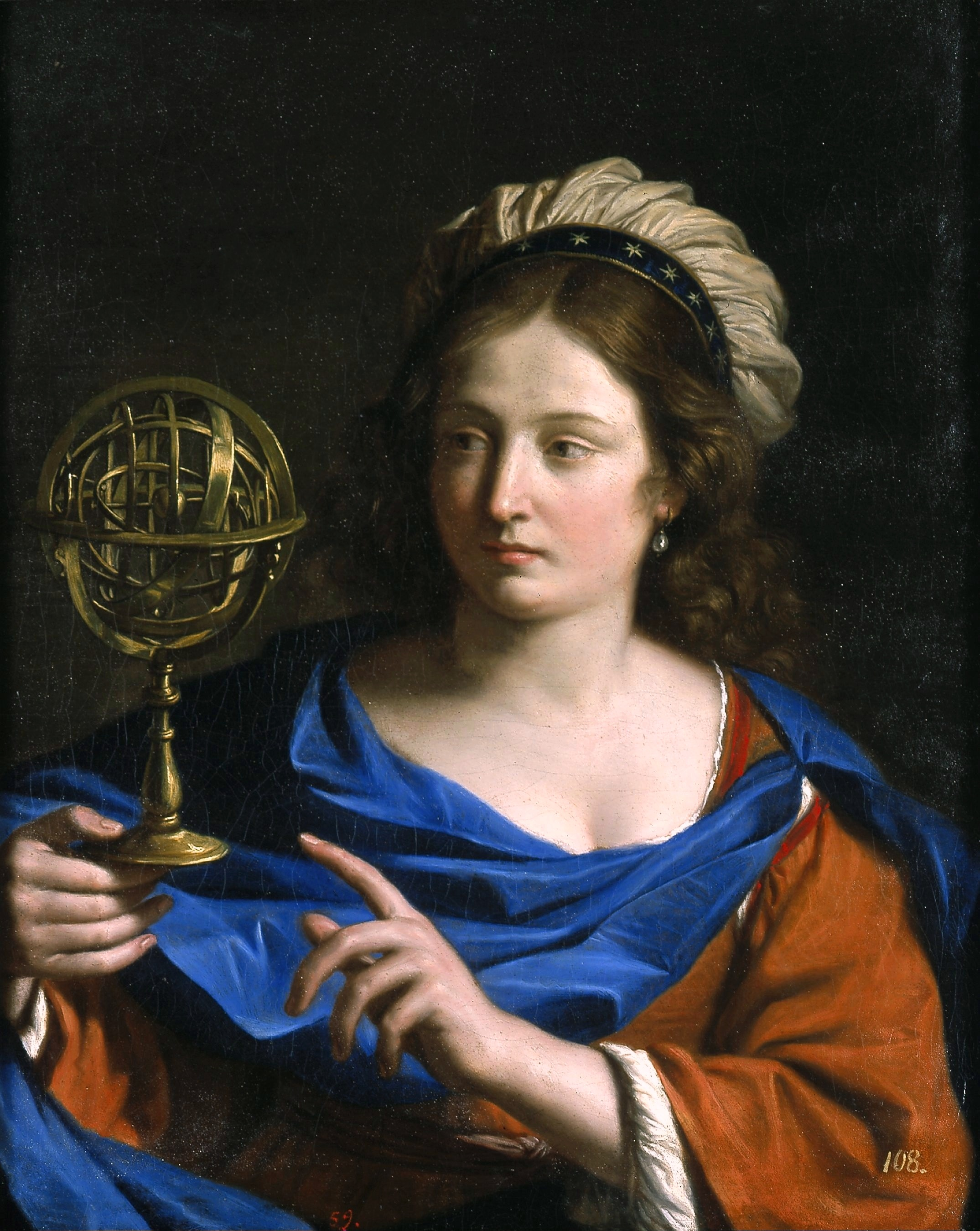
Алегорія Астрології, Остін, Техас, США.

## Релігійні композиції

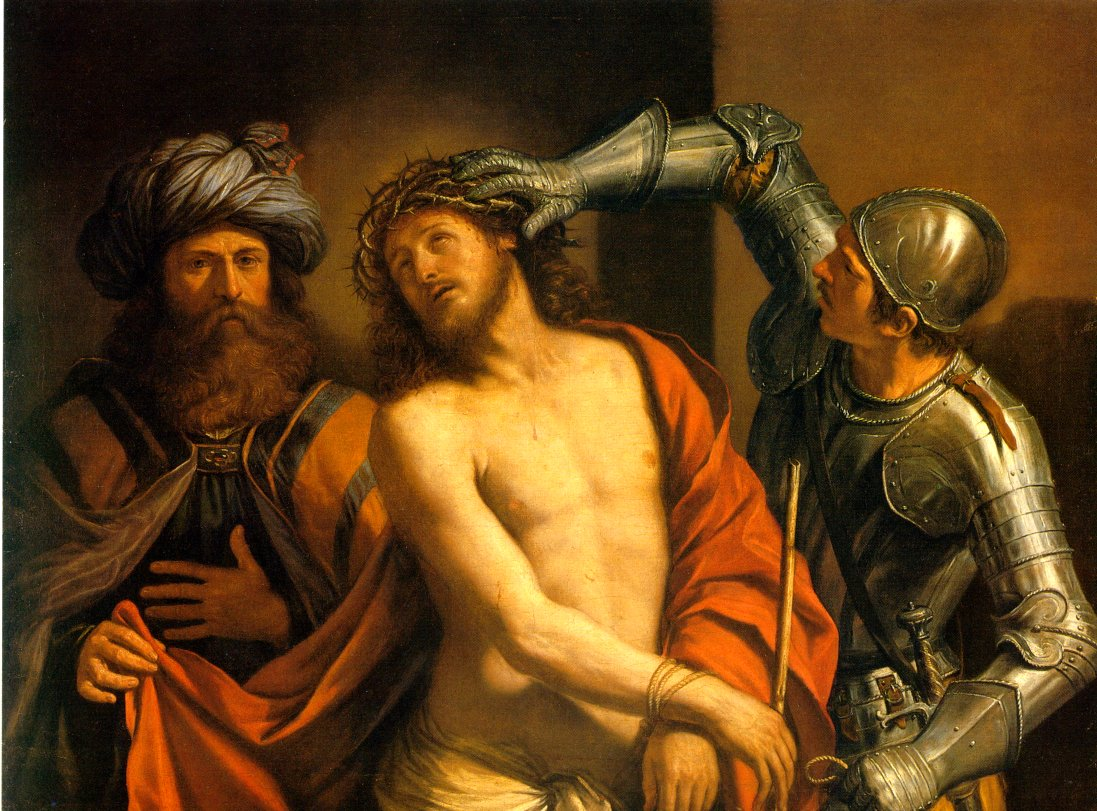
Увінчання Христа терновим вінцем, Мюнхен. Стара Пінакотека.
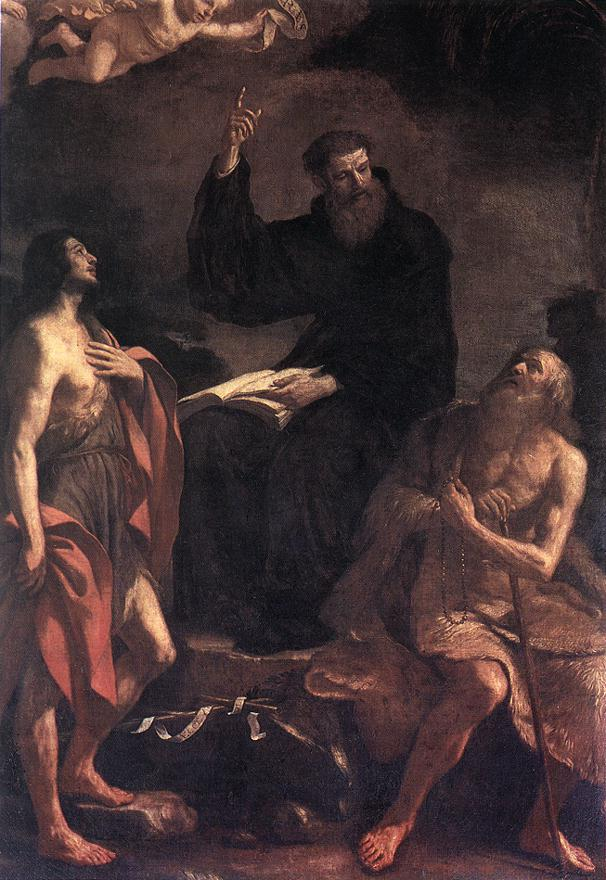
Пустельники Агостіно,Джованні, Паоло, 1638 р. Церква Сан Агостіно, Рим.
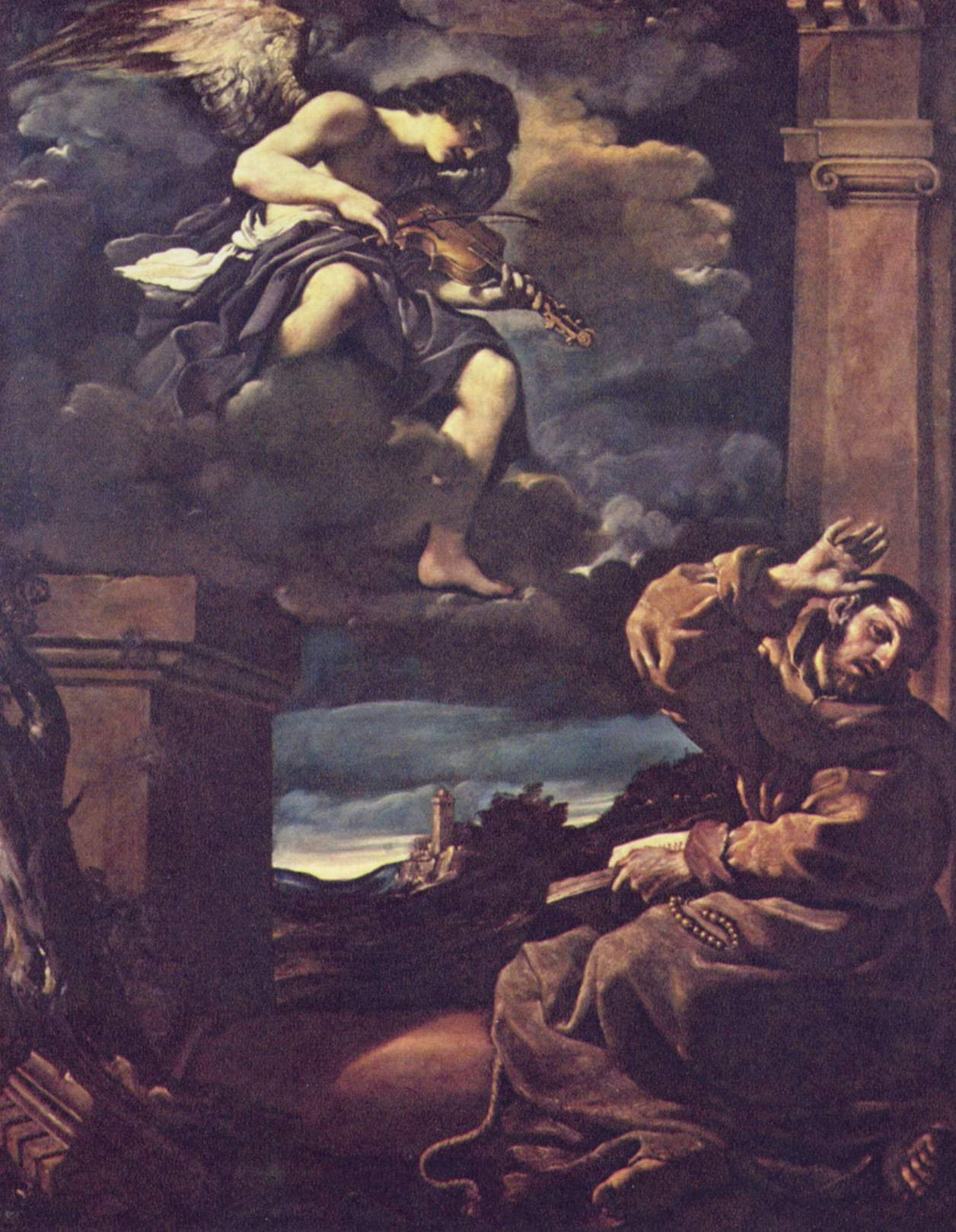
Екстаз Св. Франциска, Дрезден.

## Повернення блудного сина
Гверчіно хвилювала притча про повернення блудного сина. Він декілька разів звертався до цього сюжету і кожен раз трактував тему трохи інакше. То це тільки батько, що прощає повернувшогося після блукань сина, то перевдягання сина в розкішні шати. Всі композиції добре створені. Але мало психологічно навантажені, не зачіпають глядача занадтою побутовістю, зниженням щаблю переживань. Тема пробачення, тема батьківської любові, що так щиро висвітлена в картині Рембрандта,Гверчино не вдалася. У Рембрандта це шедевр світового рівня, винятковий твір всього 17 століття, у Гверчіно — чергова побутова сцена на біблійну тему. І це зниження змісту притчі не на користь художника.

## Танкред і Ермінія. Пуссен і Гверчіно

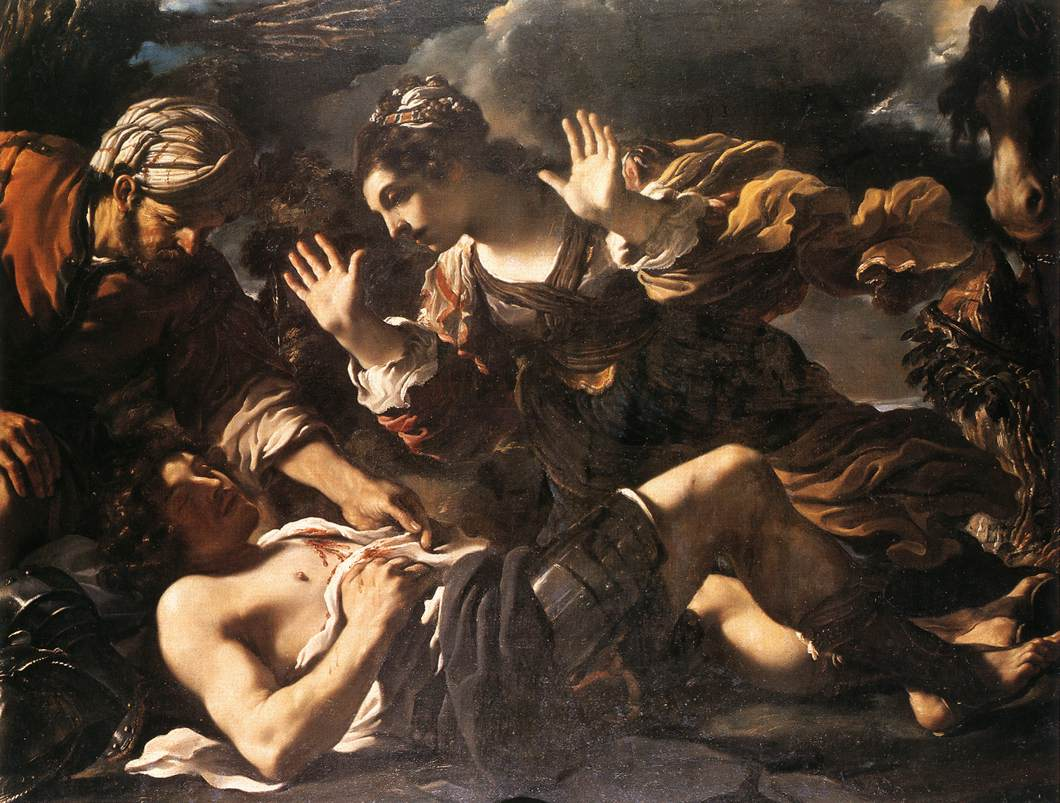
Танкред і Ермінія. палаццо Доріа-Памфілі, Рим.

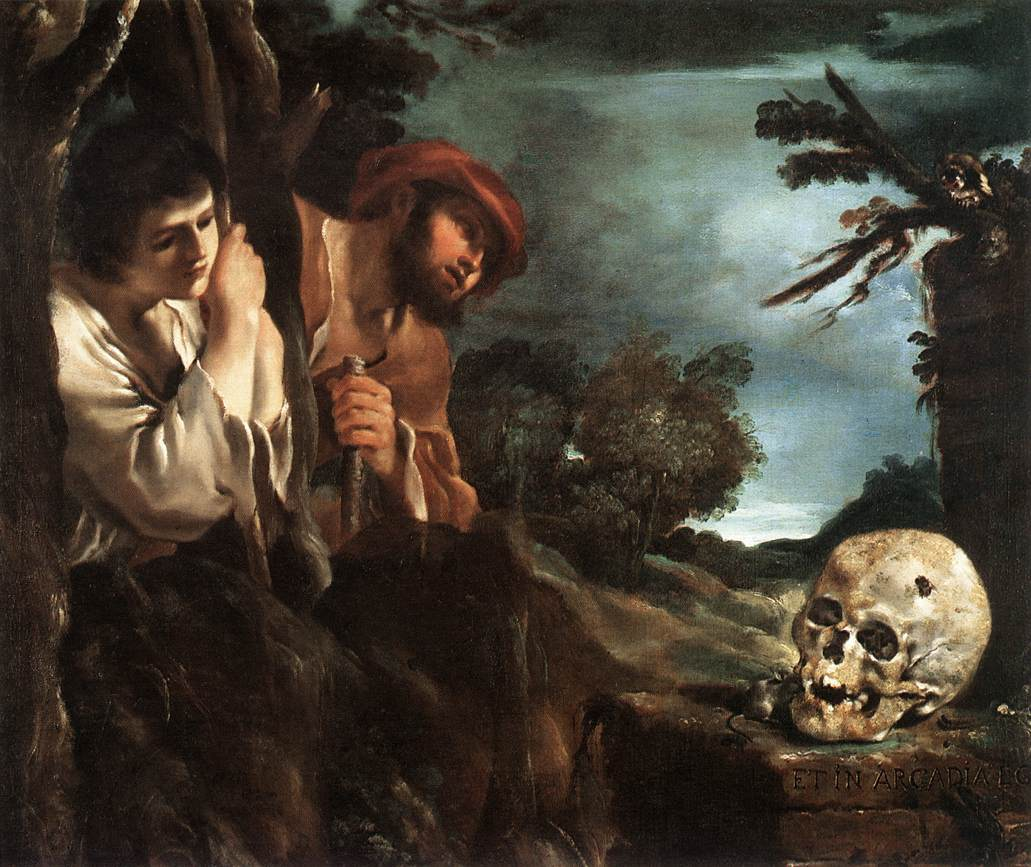
Гверчіно. І я теж жив в Аркадії, Рим.

Барокові впливи Караваджо і барокова стилістика присутні в картині «Танкред і Ермінія». За легендою, Ермінія віднайшла тіло пораненого коханого після бою і врятувала йому життя. Гверчіно подає момент знайденя пораненого і відчай Ермінії. За естетикою бароко Італії сильні почуття (відчай, запеклий бій, видіння святого тощо)мали ціну і пошану, були бажаною темою картин і театральних вистав. Театр і театральні ефекти взагали впливали на художників бароко. І чим менш талановитим був майстер, тим більше театральності і недоліків барокового методу використовувалось.
Гверчіно утримався на межі доброго смаку. Тому в картині красива композиція, святковий колорит, досить природні почуття пораненого Танкркеда і відчай його коханої. Але картина на цю ж тему у Пуссена і краща за композицією, і не гірша за колоритом, не гірша виявом почуття персонажів. Більш того, Пуссен вклав стільки таланту, майстерності і смаку в розкриття теми, що у Пуссена картина набула загально-філософського значення, значення формули кохання, кохання-мрії (Ермітаж, Петербург).Гверчіно до цих щаблів так і не дотягнув.
Всі недоліки Гверчіно, як художника, присутні і в картині «І я теж жив в Аркадії». Два пастухи з міфічної країни щастя Аркадії віднайшли могилу. Череп померлої людини і напис надгробку «І я теж жив в Аркадії» слугують нагадуванням і пастухам, і глядачам про скороминущість життя і необхідність творити добро. Бо смерть — поряд. І можна змарнувати життя і нічого не встигнути.
Брався за цю тему і Ніколя Пуссен. І зробив ще один шедевр (Лувр, Париж). У Гверчіно картина має лише легке філософське забарвлення. Йому не вдавались драматичні чи філософські сюжети. Картина нагадує натюрморт з черепом, до якого додали дві людські постаті. Але Гверчіно не малював чистих натюрмортів. Примітивну побудову картини не рятують ні майстерна реальність відтворення речей, ні добрий кольоровий лад.

## Країни світу, де зберігають твори Гверчіно
- Австрія
- Англія
- Бразилія
- Іспанія
- Італія (Концерт (Гверчіно))
- Німеччина (Увінчання Христа терновим вінцем)
- Росія
- США (цариці Семираміді доповідають про повстання у Вавилоні)
- Угорщина
- Франція (Христос воскрешає померлого Лазаря (Гверчіно))
- Швеція (Пейзаж з місячним сяйвом (Гверчіно))